# プロ野球スピリッツ2024-2025
『プロ野球スピリッツ2024-2025』（プロやきゅうスピリッツ2024-2025）は、コナミデジタルエンタテインメントより2024年10月17日に発売したPlayStation 5、PC（steam）用ゲームソフト。プロ野球スピリッツシリーズ発売20周年記念作品。
パワフルプロ野球2024-2025 同様、シリーズで初めて西暦表記が2年単位となり、『eBASEBALL』の冠が外れた。

## 概要
シリーズ初となるPS5及びPC向け作品。プロスピシリーズとしては初めてのPC(Steam)対応となる。
従来作からゲームエンジンを一新し、Unreal Engineをベースに、「eBaseball Engine」と名付けた次世代の野球エンジンを搭載し、臨場感などを進化させている。
また、今作にはKONAMI野球ゲームアンバサダーの大谷翔平（ロサンゼルス・ドジャース）が登場。9月24日には、データおよびビジュアルが公開された。なお、データについては、直前に大谷が50-50（50本塁打・50盗塁の同時達成）を達成したため、上方修正されたことが話題となった。
当初は9月19日の発売を予定していたが、9月2日に「シリーズ20周年記念作品の本作に寄せられている皆様のご期待にお応えするため、より高い品質での提供を目指し、今しばらくのお時間をいただきます」として、発売日を10月17日に延期することが発表された。
なお今作には、プロ野球12球団の他に、オール・セントラル、オール・パシフィック、2023 ワールド・ベースボール・クラシックで優勝した野球日本代表(侍ジャパン)も搭載。
2025年4月4日には、2025年シーズン版データの配信が4月21日に行われると発表される。

## 各モード
プロ野球チームのGM兼社長になる「my BALLPARK」モード、高校野球の監督として甲子園優勝を目指す「白球のキセキ」モードといった新モードが加わった。また、前作で「マイ12球団エディット」だったモードは「チームエディット」と名称が変わり、シリーズ初めてオリジナルチームの作成が可能になった。

### 主なモード
- 対戦
- ペナントレース
- スタープレイヤー
- 白球のキセキ
- my BALLPARK
- スピリッツ
- チャンピオンシップ
- プロ野球速報プレイ
- グランプリ
- ホームラン競争
- チームエディット
- その他

## パッケージ
プロ野球スピリッツシリーズのパッケージ表紙は、前年に活躍した選手の写真が1チームにつき1人載ることが通例となっている。「プロ野球スピリッツ2024-2025」においてパッケージの表紙を飾った選手は以下の12名。
- 近本光司(阪神タイガース)
- 床田寛樹(広島東洋カープ)
- 牧秀悟(横浜DeNAベイスターズ)
- 岡本和真(読売ジャイアンツ)
- 村上宗隆(東京ヤクルトスワローズ)
- 高橋宏斗(中日ドラゴンズ)
- 森友哉(オリックス・バファローズ)
- 小島和哉(千葉ロッテマリーンズ)
- 近藤健介(福岡ソフトバンクホークス)
- 浅村栄斗(東北楽天ゴールデンイーグルス)
- 平良海馬(埼玉西武ライオンズ)
- 万波中正(北海道日本ハムファイターズ)

## 主な変更点

### グラフィック、サウンド
選手モデルは選手を360度撮影して立体的に再現する3Dフォトスキャン技術を引き続き採用。また先述のeBaseball Engine・Unreal Engineを使ったグラフィック性能の向上により、選手本人と比べても選手の肌や髪の毛の表現がより自然に、果ては選手が帽子を取る姿まで表現されている。また、グラウンドを濡らす雨などプレーに影響するグラフィック面も強化されている。
制作陣が収録スタジアム全球場を訪れてのレーザースキャン計測による精密なスタジアムモデルを再現し、インパルス・レスポンスを各球場ごとに収録し、自分がまるで球場にいるかのような音の響きでリアリティを追求している。また応援席に関しても、広島東洋カープのスクワット応援が再現されるなど選手単体だけでなくスタジアム内の表現強化も行われている。
また、SSK、ZETT、ミズノ、ニューバランスの協力のもと、プロ野球選手のグラブやバット、スパイクの個人仕様モデルを一部再現している。さらに、選手に個別で登場曲を設定することも可能となり、実際の選手の登場曲を一部DLCで有料販売している。

#### 実況・解説
実況は前作に引き続き三橋泰介が担当。今作では『音声合成AI』（三橋の音声をサンプリングして作成）が搭載され、作成した選手・持っているオリジナル変化球の名前は勿論、戦況や記録もなめらかに読み上げ、リアルタイムに話しているかのような実況が再現される。
解説は「プロ野球スピリッツ2019」からの赤星憲広・里崎智也が続投。「2013」から担当していた小宮山悟・仁志敏久から変わり、工藤公康・川上憲伸が新加入となった。

### モーション
ボールの物理挙動を見直し、打球のスピードやかかる重力・空気抵抗などを考慮し、ホームラン性の打球もスタンドイン前には失速するなど、リアリティを重視した挙動となっている。また、選手の動きは現役選手にも協力の上で再現され、キャッチャーの動作も一新しフレーミングも再現される。
また、トラッキングデータをリアルタイムで表示する機能を搭載し、プレー中にさまざまなデータが表示される。

### エディット

#### 選手
投打のフォームを細かく設定できるようになった。また、ホームランパフォーマンスを設定できるようになった。オリジナル選手に関しては、瞳や髪型、体型などの人体モデルも詳細に設定することが可能で、120以上のパーツ項目が調整できる。

#### チーム
オリジナルチームの作成が可能になった。
オリジナルチームに関しては、ユニフォームや帽子・球団旗などのデザインも変更できるようになった。

## 選手・監督・コーチ
発売当初のバージョンでは2024年6月30日時点での支配下登録選手が収録されている。育成選手は今作も収録されていない。（現実のプロ野球で支配下登録を受けた選手はアップデートで追加収録される）

#### トレードされた選手
| NPB公示日      | 移籍元球団               | 選手名         | ⇒              | 移籍先球団         | 反映日         | 備考                                     |
| 2024年度データ | 2024年度データ           | 2024年度データ | 2024年度データ | 2024年度データ     | 2024年度データ | 2024年度データ                           |
| -------------- | ------------------------ | -------------- | -------------- | ------------------ | -------------- | ---------------------------------------- |
| 2024年7月5日   | 福岡ソフトバンクホークス | 野村大樹       | ⇒              | 埼玉西武ライオンズ | 2024年11月11日 | 齊藤大将(育成選手のため未収録)とトレード |

#### シーズン途中で入団した選手
| NPB公示日      | 球団                     | 選手名         | 反映日         |                |
| 2024年度データ | 2024年度データ           | 2024年度データ | 2024年度データ | 2024年度データ |
| -------------- | ------------------------ | -------------- | -------------- | -------------- |
| 2024年7月3日   | 東京ヤクルトスワローズ   | 中川拓真       | 2024年11月11日 |                |
| 2024年7月8日   | 横浜DeNAベイスターズ     | フォード       | 2024年11月11日 |                |
| 2024年7月11日  | 読売ジャイアンツ         | モンテス       | 2024年11月11日 |                |
| 2024年7月30日  | 福岡ソフトバンクホークス | ダウンズ       | 2024年11月11日 |                |
| 2024年7月31日  | 千葉ロッテマリーンズ     | カイケル       | 2024年11月11日 |                |

| NPB公示日      | 球団                       | 選手名         | 反映日         |
| 2024年度データ | 2024年度データ             | 2024年度データ | 2024年度データ |
| -------------- | -------------------------- | -------------- | -------------- |
| 2024年7月3日   | 中日ドラゴンズ             | 松木平優太     | 2024年11月11日 |
| 2024年7月22日  | 阪神タイガース             | 髙橋遥人       | 2024年11月11日 |
| 2024年7月22日  | 阪神タイガース             | 川原陸         | 2024年11月11日 |
| 2024年7月22日  | 阪神タイガース             | 佐藤蓮         | 2024年11月11日 |
| 2024年7月24日  | 読売ジャイアンツ           | 伊藤優輔       | 2024年11月11日 |
| 2024年7月24日  | 福岡ソフトバンクホークス   | 前田純         | 2024年11月11日 |
| 2024年7月24日  | 福岡ソフトバンクホークス   | 三浦瑞樹       | 2024年11月11日 |
| 2024年7月24日  | 福岡ソフトバンクホークス   | 中村亮太       | 2024年11月11日 |
| 2024年7月24日  | 福岡ソフトバンクホークス   | 石塚綜一郎     | 2024年11月11日 |
| 2024年7月24日  | 北海道日本ハムファイターズ | 宮内春輝       | 2024年11月11日 |
| 2024年7月24日  | 北海道日本ハムファイターズ | 鍵谷陽平       | 2024年11月11日 |
| 2024年7月24日  | 北海道日本ハムファイターズ | 梅林優貴       | 2024年11月11日 |
| 2024年7月25日  | 埼玉西武ライオンズ         | ガルシア       | 2024年11月11日 |
| 2024年7月30日  | 広島東洋カープ             | 岡田明丈       | 2024年11月11日 |
| 2024年7月30日  | オリックス・バファローズ   | 川瀬堅斗       | 2024年11月11日 |
| 2024年7月31日  | 千葉ロッテマリーンズ       | 河村説人       | 2024年11月11日 |
| 2024年7月31日  | 千葉ロッテマリーンズ       | 菅野剛士       | 2024年11月11日 |

#### シーズン途中で引退・退団した選手
| NPB公示日      | 球団                 | 選手名         | 反映日         | 備考           |
| 2024年度データ | 2024年度データ       | 2024年度データ | 2024年度データ | 2024年度データ |
| -------------- | -------------------- | -------------- | -------------- | -------------- |
| 2024年7月5日   | 広島東洋カープ       | レイノルズ     | 2024年11月11日 | 自由契約       |
| 2024年6月27日  | 千葉ロッテマリーンズ | ダイクストラ   | 2024年11月11日 | 自由契約       |
| 2024年6月27日  | 千葉ロッテマリーンズ | フェルナンデス | 2024年11月11日 | 自由契約       |

その他、KONAMI野球ゲームアンバサダーに就任した大谷翔平（ロサンゼルス・ドジャース）をはじめとする海外移籍選手や監督、コーチ（一部を除く）もゲーム内通貨「VP」を使用して選手として獲得することができ、チームエディットでアレンジチームに登録することで試合等で使用することができる。獲得した海外移籍選手や監督、コーチはフリー枠に登録される。
海外移籍選手
- 大谷翔平
- 山本由伸
- ダルビッシュ有
- 松井裕樹
- 今永昇太
- 菊池雄星
- 前田健太
- 千賀滉大
- 藤浪晋太郎
- 吉田正尚
- 鈴木誠也

## 選手以外の登場人物
- 「スタープレイヤー」彼女候補
  - あの[19]
  - 雪平莉左[20]
  - 森元流那[21]
- 「白球のキセキ」マネージャー
  - 市原伽恋
  - 夢羽菜
  - 岡本莉瑚
  - 松島かのん
  - 太田美南
- 「myBALLPARK」秘書
  - あの[22]
  - 雪平莉左[22]
  - 森元流那[22]
  - 天野麻菜[23]
  - 小枝凛[24]
  - 広山楓[25]
  - ゆゆ・THE・エクスカリバー（ゲーム内では「ゆゆザ・カリバー」名義）[26]
  - 馬渡愛子[27]
  - 美波しあん[28]
  - 浅川まりな
  - 江藤アリア
  - 田中日南乃
  - 坂本雛実

### 声の出演
- 実況
  - 三橋泰介
- 解説
  - 赤星憲広
  - 里崎智也
  - 工藤公康
  - 川上憲伸

## イベント

### にじホロ交流戦2025
にじさんじとホロライブの所属ライバーによって実施される、本作の「白球のキセキ」モードを使用した交流会。